# 信徒洗禮
信徒洗禮

## 起源
16世紀更正教改教家及其跟從者，有權威式(Magisterial)的宗教改革，及激進式的宗教改革兩類。激進，是指回到源頭。激進宗教改革，包括了16世紀歐洲所有更正教基督徒都相信的國家與教會分離的原則、譴責在宗教事務上採取脅迫行為、否認嬰兒洗禮，而鍾情於信徒洗禮或聖靈的洗禮，並且強調聖靈的重生經驗，超過在法理上的稱義。最有影響力的是重洗派,在那時拒絕為嬰兒洗禮並為成人重新施浸，被視為異端和叛亂。重洗派自稱，都有生命改變的歸正經歷，相信嬰兒洗禮並非真正的洗禮，因為它發生於悔改和信心之前。他們宣揚在浸禮之前，要先悔改且有個人信心，於是天主教徒和更正教徒有數百人重新受浸。布老若克是早期帶著重洗信仰，沿阿爾卑斯山到達蒂羅爾的教區的傳教士，他是第一個在1525年受洗的成年人。而另一浸信會群體，於17世紀初在倫敦從一獨立教會中產生。到1638年，許多會友已能接受信徒浸禮作為唯一組成新約教會的合法途徑。

## 意義
胡伯邁爾為重洗派編寫了ㄧ套《基督徒教義問答》(A Christian Catechism)，在這書中含三種浸禮：靈浸、水浸和血浸。靈浸就是聖靈透過神的道，對我們內部的光照。胡伯邁爾的神學表示，靈浸是悔改和相信，包括歸正和重生。這是內心的浸禮，要先經歷。水浸乃透過接受水禮，來表達他內心曾受過靈浸的外在與公開見證方式，並承認他的罪。這是新信徒進入教會的儀式，表示願意終生為基督而活。”最後是血浸「每日禁戒肉體的私慾，直到去世為止」（成聖）”。水浸是第一與第三浸禮的橋樑。水浸是基督命令教會要作外在見證和誓言，也才能知道那些人是真信徒。 “重洗派”在宗教改革時期,為了重振教會因而不接受嬰兒洗禮，主張只有相信真道、悔改、歸正、重生的成年人才可受洗。他們反對嬰兒洗禮是有效的。所有成員必須是信徒，成年人要確認信仰後再自願受浸。在重洗派的觀念中，有ㄧ個對教會的新概念，就在於生命的更新與基督的實踐。教會的教友，要有真正生命的轉變，有聖潔的生活和作門徒的身份。重洗派對教會的新概念，與改革家們所持定的不同。改革家們所持定的是中世紀主義的觀念，乃以全民為教會教友，自生至死，他們都被律法或武力強迫，而成為教會教友。故此,重洗派堅決反對嬰兒洗禮。因為，嬰兒還無法明白也不能接受付託。只有成年人的洗禮，才能在生活上實踐真正受託付的意義。

## 目的
信徒洗禮在政教分離的情況下，能發揮最大的影響力;也能鼓勵信徒忠於主耶穌的大使命，成為真正的門徒而跟隨;更能保障教會的聖潔,因為會友都必須是真正悔改相信、歸正、重生得救的基督徒,而不是從小接受嬰兒洗禮，長大以後自以為是已經得救的基督徒,更不是因著國家教會的律法或武力強迫而受洗的。信徒洗禮也象徵信徒與主基督聯合，ㄧ生對祂的順服,與教會元首基督與其他信徒的合一。